# Trachytettix
Trachytettix is een geslacht van rechtvleugeligen uit de familie doornsprinkhanen (Tetrigidae). De wetenschappelijke naam van dit geslacht is voor het eerst geldig gepubliceerd in 1876 door Stål.

## Soorten
Het geslacht Trachytettix omvat de volgende soorten:
- Trachytettix alatus Bolívar, 1908
- Trachytettix bufo Costa, 1864
- Trachytettix minor Devriese, 1999
- Trachytettix scaberrimus Stål, 1876